# Amfiteatre de Durrës
L'Amfiteatre de Durrës (en albanés: Amfiteatri i Durrësit) és un amfiteatre d'Albània construït en el segle II a Dyrrachium durant el regnat de l'emperador romà Trajà i es troba al bell mig de la ciutat. Pot acollir fins a 20.000 persones, la qual cosa el converteix en el més gran dels Balcans, a l'antiga província romana de Macedònia (Illyricum).
El van redescobrir al segle xx, i hui encara està estudiant-se. Aquest monument és candidat a ser inclòs en la Llista del Patrimoni de la Humanitat de la UNESCO.

## Història

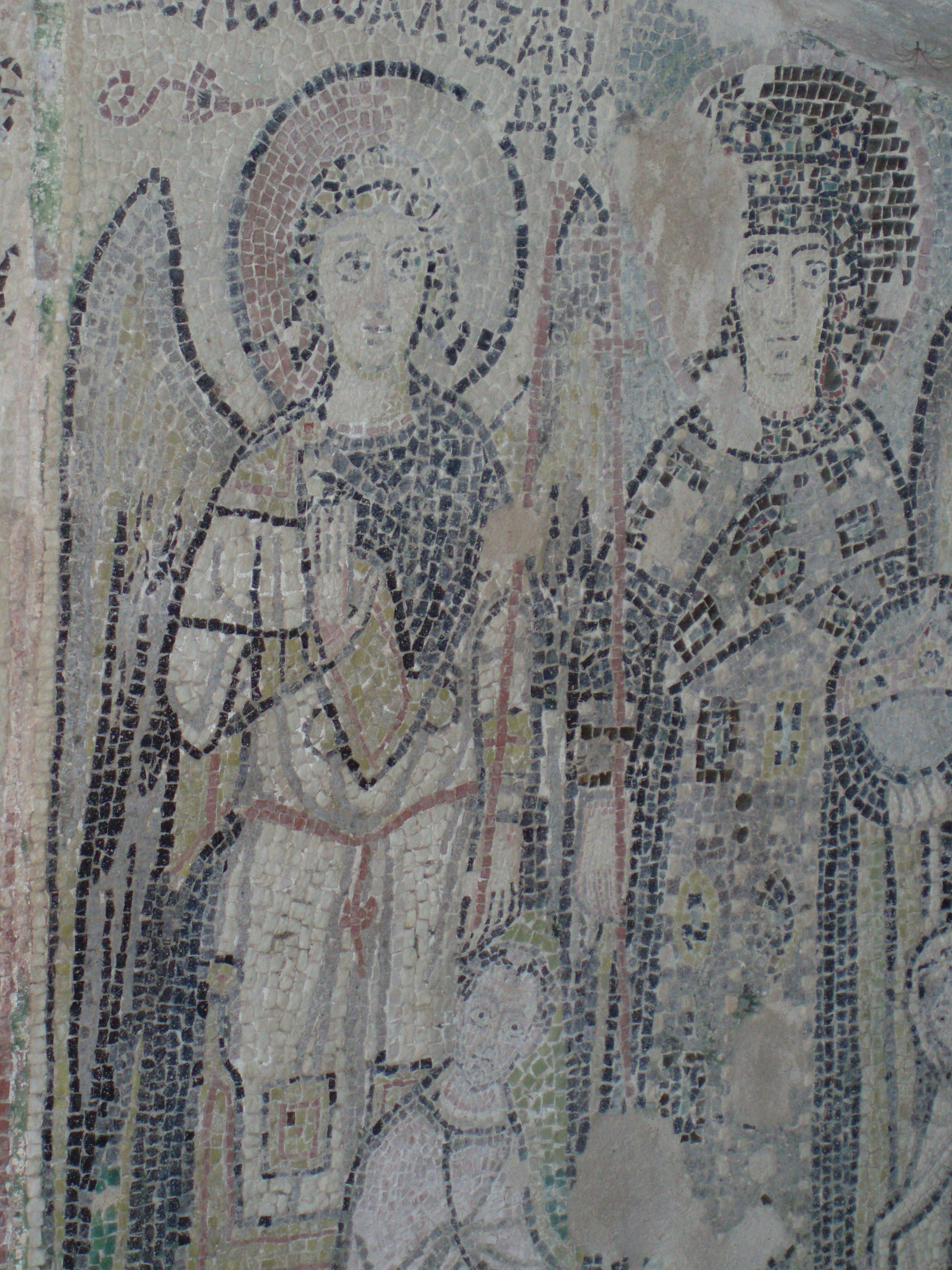
Un dels mosaics de la capella paleocristiana, datat del segle IV

L'amfiteatre es va construir a la primeria del segle II i estigué en ús fins al segle IV. És molt probable que el terratrèmol del 345-346 danyàs el monument i provocàs el tancament dels ludii gladiatorii. Es va edificar a l'amfiteatre una capella paleocristiana durant la segona meitat del segle IV, amb molts frescos. Uns decennis més tard, al segle VI, se'n decorà amb mosaics. S'hi afegí al s. XIII una altra capella, també amb frescos. L'amfiteatre va ser cobert durant el segle XVI, després de l'ocupació otomana, amb la construcció d'una muralla propera. Marín Barleti, historiador i sacerdot, descriu l'antic edifici com una "bella construcció".
Un terç del jaciment fou descobert i excavat a la dècada del 1960 per Vangjel Toci. La resta de les ruïnes, les excavà Lida Miraj a la dècada del 1980. Després del seu descobriment, l'amfiteatre es va deteriorar a poc a poc, perquè no s'hi feu gens d'esforç per conservar-lo fins als anys 2000, i es van construir molts altres edificis al voltant de les ruïnes. L'any 2004, la Universitat de Parma en començà obres de restauració per tal de salvar aquest monument.(1) 

## Descripció

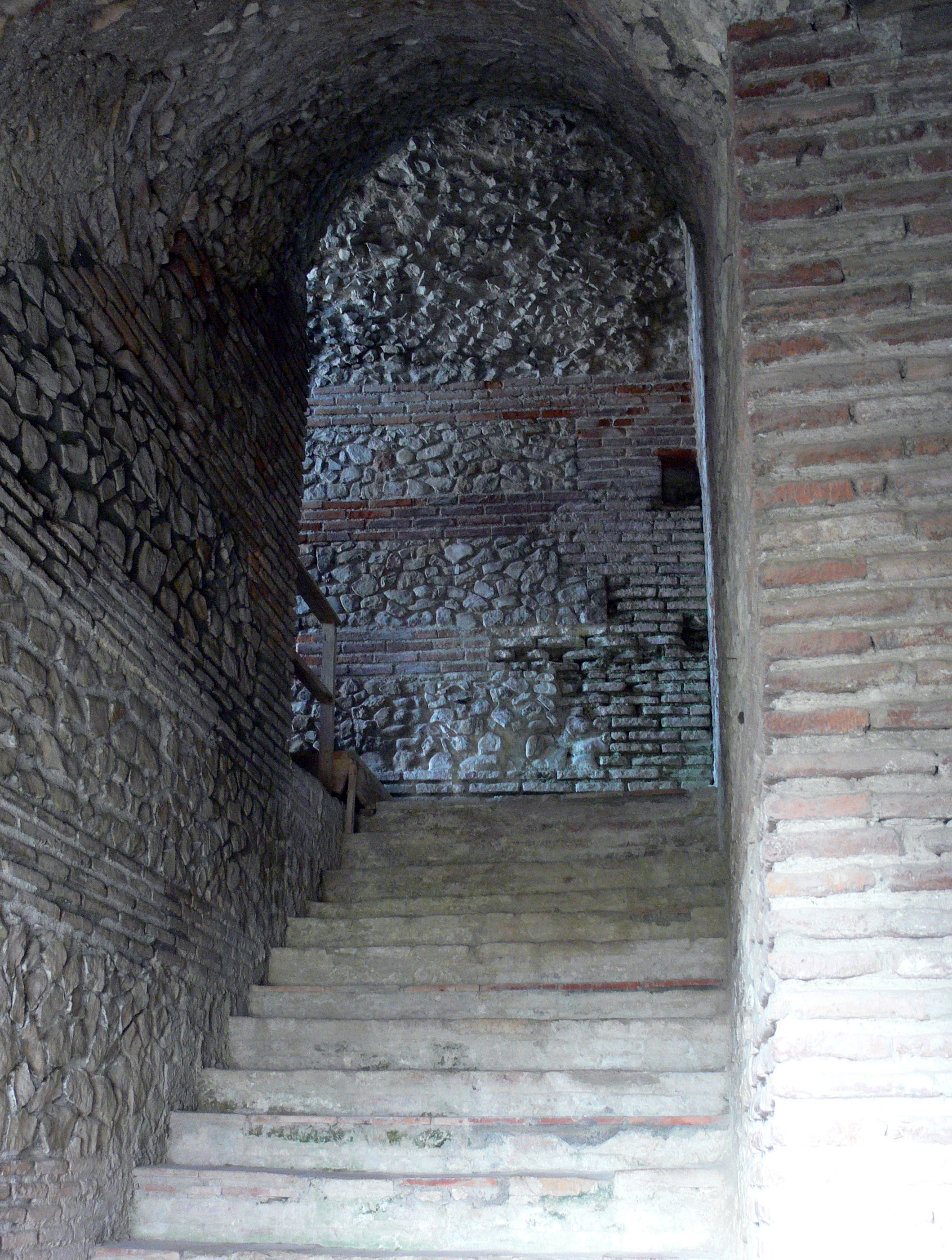
Una de les escales de l'amfiteatre

L'amfiteatre té forma el·líptica, amb eixos de 132 m per 113 m. L'arena té unes dimensions de 61 m per 42 m i una alçada de 20 m a partir de la base de la cavea. S'alça en un vessant del pujol, i a dins n'hi ha escales i galeries a diferents nivells. S'ha conservat la capella que conté els mosaics.
A més a més, encara se'n veu la cavea de l'edifici, així com el lloc del que fou l'escena.
Actualment l'amfiteatre funciona com a museu.(1)

## Salvaguarda del patrimoni

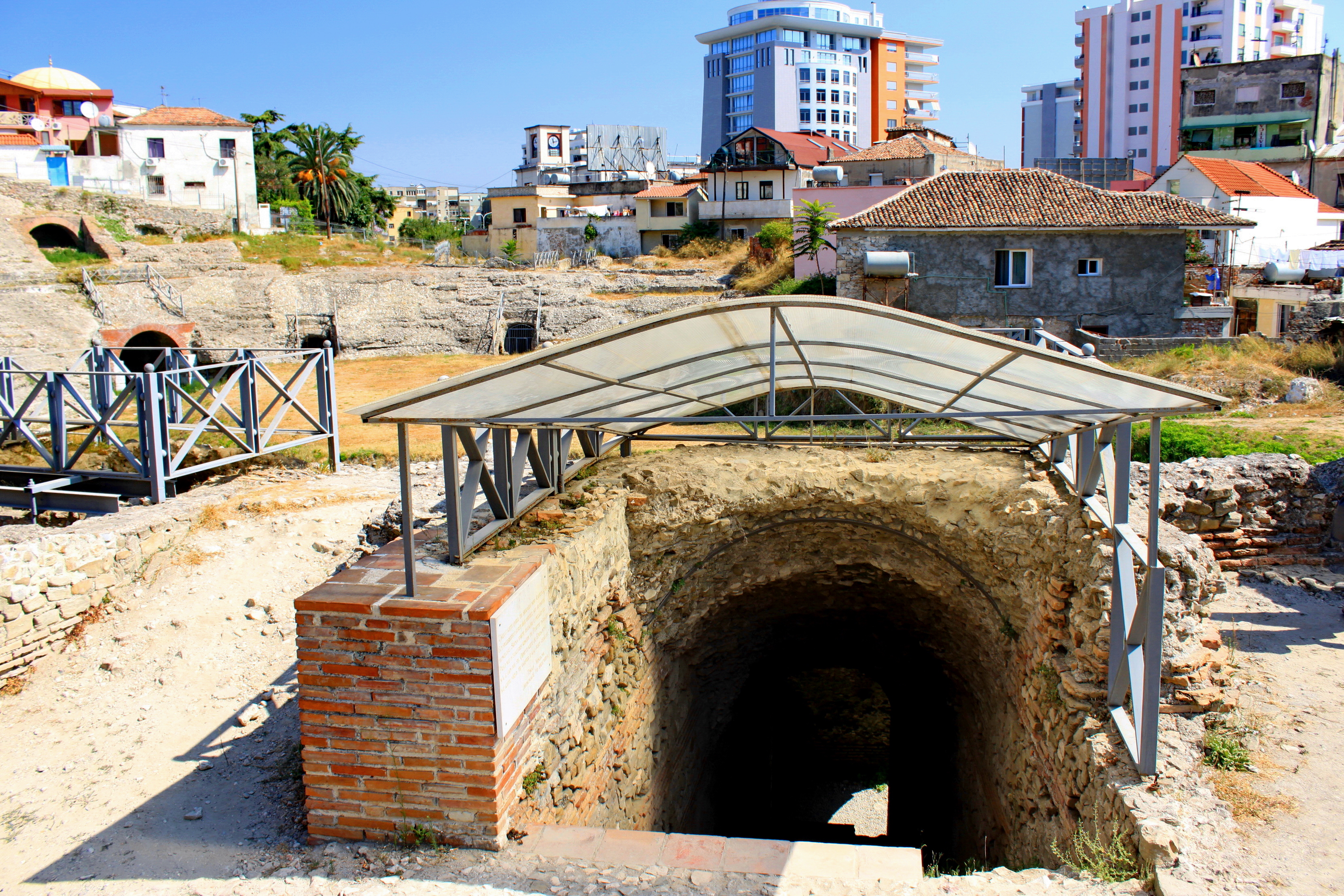
Vista de l'amfiteatre amb cases modernes que amenacen la conservació de l'edifici

L'amfiteatre està tot envoltat per la ciutat de Durrës, i les finques modernes estan construïts damunt mateix d'una secció de l'arena. La pressió urbanística derivada del creixement de la ciutat amenaça la preservació del lloc. El municipi de Durrës estudia enretirar les cases dels voltants de l'amfiteatre.
Amb els anys, les estructures del monument es van anar fent malbé lentament, així com els mosaics i les pintures.(1) 
El 2013, l'amfiteatre fou seleccionat juntament amb tretze llocs més per Europa Nostra com un dels llocs del patrimoni cultural més amenaçat d'Europa.

Panorama